# Буран (футбольный клуб)
«Буран» — советский и российский футбольный клуб из Воронежа. Основан в 1954 году. Команда представляла Воронежское авиационно-строительное объединение (бывший п/я 71).
Команда провела два сезона на уровне команд мастеров: в 1990 и 1991 годах во Второй низшей лиге СССР, в это время её тренировал Валерий Нененко.

## Названия
- 1954—1958 — «Крылья Советов-II»[1];
- 1958—1962 — «Труд» (клуб);
- 1963—1967 — «Машиностроитель»;
- 1968—1977 — «Зенит»;
- 1978—1993 — «Буран».

## Достижения
- В Второй низшей лиге СССР — 8-е место в зональном турнире (1990).
- Обладатель Кубка РСФСР среди КФК (1988).
- Обладатель Кубка Юга среди КФК (1978, 1988, 1989).
- Чемпион Воронежской области (1959, 1961, 1968, 1970, 1971, 1973, 1975, 1978, 1979, 1986, 1988, 1989).
- Обладатель Кубка Воронежской области (1961, 1962, 1967, 1968, 1969, 1971, 1972, 1973, 1975, 1976, 1977, 1978, 1980, 1982, 1987, 1988).